# 她喜歡的是BL，不是同志的我
《她喜歡的是BL，不是同志的我》（日语：彼女が好きなものはホモであって僕ではない）是日本網路作家淺原直人的長篇小說，封面由新井陽次郎繪製。2018年2月21日由KADOKAWA發行單行本，稍後也改編成漫畫。台灣角川則於2019年1月21日發行繁體中文版。
改編自原著的連續劇版，從2019年4月開始，在NHK綜合台的「よるドラ」播出，並改名為《腐女無意間跟Gay告白》。
作者淺原直人在單行本發行百日後，在原連載的小說網站KAKUYOMU發布的感謝文中出櫃，證實其男同性戀者的身分。

## 故事簡介
「就算沒有朋友，只要有BL，我就能活下去。」
隱瞞自己身為同性戀的事實，就這樣過著每一天的男高中生安藤純，在得知同年級的女學生三浦紗枝是所謂的「腐女」之後，兩人開始急遽拉近距離。「這個世界並不簡單。不會因為同樣是同性戀者，就能夠明白對方的心情。」
一方面只對同性有感覺，一方面又渴望和異性相戀、生子，純渴望建立家庭，渴望獲得在這個社會上被稱作「普通」的幸福。
「〈波希米亞狂想曲〉是由一名男性殺人犯描述的灰色故事。足以讓觸及的一切粉碎的激情、以及讓人聯想到永久乾枯大地的空虛感，兩者同時存在，不可思議又具有魅力的世界觀。在這首歌裡頭，殺人犯哀嘆著他不想死，然而，卻又若無其事地表示『要是自己不曾出生就好了』。以『為什麽會變成這樣呢』咒罵自己的人生，緩緩墜入沒有出口的糾葛深淵簡直就跟現在的我一樣。」
在少年懇切的心願和少女純粹的心意交織之時，因而萌生的是……

## 出版書籍
小說
| 卷數 | KADOKAWA      | KADOKAWA               | 台灣角川      | 台灣角川               |
| 卷數 | 發售日期      | ISBN                   | 發售日期      | ISBN                   |
| ---- | ------------- | ---------------------- | ------------- | ---------------------- |
| 全   | 2018年2月21日 | ISBN 978-4-04-072513-0 | 2019年1月21日 | ISBN 978-957-564-720-9 |

漫畫
由平原明負責作画，於ComicWalker網站2019年2月1日至2020年3月3日期間連載。單行本出至3卷。
| 卷數 | KADOKAWA      | KADOKAWA               |
| 卷數 | 發售日期      | ISBN                   |
| ---- | ------------- | ---------------------- |
| 1    | 2019年5月2日  | ISBN 978-4-04-065717-2 |
| 2    | 2019年11月8日 | ISBN 978-4-04-064147-8 |
| 3    | 2020年3月6日  | ISBN 978-4-04-064508-7 |

## 電視劇
《腐女無意間跟Gay告白》從2019年4月20日在NHK每週六晚間11點30分至11點59分的「よるドラ」播出，全8集。由金子大地主演。

### 人物
安藤純
演 - 金子大地
故事的主角。18歲的高中三年級學生。父母在他年輕的時候就離婚了，他與母親陽子住在一起。雖然瞞著幼年開始的好友的亮平和母親，但他實際上是同性戀者。
三浦沙枝
演 - 藤野涼子
佐々木誠
演 - 谷原章介
安藤陽子
演 - 安藤玉恵
高岡亮平
演 - 小越勇輝
小野雄介
演 - 内藤秀一郎
今宮麻衣
演 - 吉田まどか
ケイト
演 - Sarah Àlainn
Fahrenheit（ファーレンハイト）
演 - 小野賢章（聲音）
佐伯めぐみ
演 - 近藤笑菜
Fahrenheit的母親
演 - 内田慈

### 製作人員
- 原作 - 浅原ナオト
- 劇本 - 三浦直之
- 演出 - 盆子原誠、大嶋慧介、上田明子、野田雄介
- 標題插畫 - 新井陽次郎
- 製作統括 - 篠原圭、清水拓哉
- 製作人 - 尾崎裕和
- 音楽 - Akiyoshi Yasuda（★STARGUiTAR）
- 動作指導 - 青木哲也
- 跳舞指導 - 皇希
- 醫療指導 - 高瀬年人
- 看護指導 - 石田喜代美
- 製作 - NHK

### 播放日程
| 集數  | 播放日期      | 標題                                | 演出     |
| ----- | ------------- | ----------------------------------- | -------- |
| 第1回 | 2019年4月20日 | Track1 Good Old-Fashioned Lover Boy | 盆子原誠 |
| 第2回 | 2019年4月27日 | Track2 I Want It All                | 盆子原誠 |
| 第3回 | 2019年5月4日  | Track3 The Show Must Go On          | 盆子原誠 |
| 第4回 | 2019年5月11日 | Track4 The March Of The Black Queen | 大嶋慧介 |
| 第5回 | 2019年5月18日 | Track5 Bohemian Rhapsody            | 大嶋慧介 |
| 第6回 | 2019年5月25日 | Track6 Somebody to Love             | 野田雄介 |
| 第7回 | 2019年6月1日  | Track7 We Will Rock You             | 上田明子 |
| 第8回 | 2019年6月8日  | Track8 Don't Stop Me Now            | 盆子原誠 |

### 得獎
- 第16回CONFiDENCE日劇大獎[8]
  - 女配角獎：藤野涼子
  - 新人獎：金子大地
  - 編劇獎：三浦直之
- 2019年6月度銀河賞月間獎[9][10]

## 電影
《她喜歡的是》預定在2021年秋天上映。導演是草野翔吾，由神尾楓珠主演。

## 外部連結
- 彼女が好きなものはホモであって僕ではない（页面存档备份，存于） - KADOKAWA
- 漫畫版《彼女が好きなものはホモであって僕ではない》（页面存档备份，存于） - ComicWalker
- 她喜歡的是BL，不是同志的我（页面存档备份，存于） - 台灣角川
- 腐女子、うっかりゲイに告（こく）る。（页面存档备份，存于） - NHK